# Elisa Coll Blanco
Elisa Coll Blanco   (Madrid, 1992) és una escriptora i activista espanyola i bisexual. Autora del llibre Resistència bisexual: mapes per a una dissidència habitable i de (Melusina, 2021) i Nosotras vinimos tarde (Amor de Madre, 2023) També és autora del fanzine Mites de l'amor romàntic i ha escrit textos per a Vanity Fair, Vice, El Salt i El Diario.es.

## Activisme
Coll defensa que la bisexualitat no sols es defineix pel desig, si no que es tracta d'una identitat dissident, per si mateixa, marcada per la violència estructural i bifòbia que pateixen les persones bisexuals. Així com, comenta que és necessari considerar a les persones bisexuals com a subjectes amb memòria històrica.
"La bifòbia consisteix no només a dir-nos vicioses, sinó a patir violència sexual, psicològica, física o tenir greus problemes de salut mental. És violència amb totes les lletres".
"La bisexualitat no és un complement: és una identitat vàlida i política"
Elisa Coll, explica que el que li va impulsar a escriure el llibre de Resistencia Bisexual va ser la falta de referents previs a l'Estat espanyol.
Coll també ha escrit sobre la dificultat de les persones bisexuals per a sortir de l'armari i sobre com això està influenciat no només per la falta de referents obertament bisexuals, si no també per la invisibilització de la bisexualitat, fins i tot dins de la mateixa comunitat LGBT.
A més, ha estat crítica amb la monogàmia i al seu llibre defensa la necessitat de descentralitzar la parella. Respecte d'això, a la revista El Salt ha escrit sobre la importància dels vincles amistosos entre persones, especialment, entre dones bisexuals.

## Obra

### Resistència bisexual: mapes per a una dissidència habitable
El llibre es va publicar el dilluns 1 de febrer de 2021, pel segell Melusina. Es tracta d'un assaig en el qual s'aborden els prejudicis i reflexions sobre la bisexualitat. Així sobre com teixir aliances per a combatre la discriminació.
Com a referències, l'autora es va basar en Fenomenologia queer de Sara Ahmed, les Bisexualitats feministes editat per Madreselva i en experiències personals compartides amb amigues.

### Nosotras vinimos tarde
El llibre es va publicar l'octubre de 2023, pel segell Amor de Madre. Una novel.la on l'autora hibrida ficció i memòria històrica. Recull relats sobre convivències alternatives i des d'aquí es s'emmiralla en tota una generació que està marcada per les falses expectatives i la precarietat. Aquesta generació sent que arriba massa tard a tot.
Un relat que desgrana l'amistat, el fracàs, els dols i la violència ens espais suposadament segurs.
Amb aquesta obra ens interpel.la per pensar com construïm els espais que anomenem casa i des d'aquí dur-nos a altres llocs des d'on imaginar el futur.